# Teleantioquia
Teleantioquia é uma emissora de televisão colombiana de canal aberto situada em Medellín